# Le Butcherettes
Le Butcherettes es una banda mexicana de rock originaria de Guadalajara, Jalisco formada en el año 2007, inicialmente formado por la cantante Teri Gender-Bender (Teresa Suárez Cosío) originaria de Guadalajara, Jalisco, aunque nació en Denver, Colorado, su madre es originaria de Guadalajara. Años más tarde fueron afiliándose miembros de otros grupos como: Café Tacuba, The Locust, The Mars Volta, Hella, Broken Bells, Dot Hacker, These Arms Are Snakes, entre otros, algunos estando en largo periodo y otros en parcialidad o en corto tiempo.

## Historia
Le Butcherettes fue creada por la vocalista / guitarrista Teri Gender Bender. Su reconocimiento se logró rápido en la escena indie underground de México por su acto en vivo que incluía un vestuario similar de la década de 1950 en referencia a las mujeres esclavas en las tareas del hogar, utilizando escobas, plumeros y delantales ensangrentados.
Teri Gender Bender también utiliza sangre artificial, harina, huevos, carne y una cabeza de cerdo real en los escenarios y presentaciones del grupo, interactuando con la mayoría del público.
El rápido reconocimiento de la banda les llevó a ganar el premio al "Mejor Artista Nuevo" y "Mejor Disco Punk" en los Premios Indie-O Music Awards 2009, en donde se presentaron con el excantante de Porter: Juan Son, originario de Guadalajara, por ese tiempo también grabaron junto a Juan Son el video musical del sencillo "Six More".
Le Butcherettes se ha presentado en una serie de eventos como el Hellow Fest 2009 en Monterrey y Vive Latino. y ha colaborado con presentaciones en vivo con grupos como The Dead Weather en la Ciudad de México y Guadalajara. En enero de 2010, Le Butcherettes fueron invitados por el grupo de dance punk estadounidense: Yeah Yeah Yeahs como su acto de apertura de sus shows en Monterrey, Guadalajara y la Ciudad de México.

### Colaboración con Omar Rodríguez López y otros músicos
Omar Rodríguez-López de The Mars Volta fue el productor en su primer álbum de estudio "Sin Sin Sin" un LP que contiene temas famosos de la banda como "Henry Don't Got Love" y "Mr. Tolstoi", el primer sencillo del álbum fue lanzado en 2010 como una descarga gratuita desde la página oficial de la banda. 
El álbum fue lanzado en mayo de 2011 bajo el sello discográfico de Omar Rodríguez-López. debido a la popularidad del disco comenzaron su gira por los Estados Unidos en la cual entablaron esa misma gira con la banda de metal alternativo y nu metal: Deftones y con la banda de mathcore: The Dillinger Escape Plan, con el nuevo alineamiento de Le Butcherettes, el baterista Gabe Serbian de la banda californiana de grindcore: The Locust y el bajista Jonathan Hischke de bandas que ha formado como Broken Bells, Hella y Dot Hacker. años después realizaron una gira junto con la banda de rock progresivo The Mars Volta en su gira europea.

## Integrantes

### Formación actual
- Teresa Suárez (Teri Gender Bender) - vocalista, guitarra, teclados
- Rikardo Rodríguez López - bajo
- Alejandra Robles Luna - batería

### Exintegrantes
- Auryn Jolene - batería (hasta el - 20 de julio del 2009)
- Lia Braswell - batería (2011 - 2014)
- Normandi Heuxdaflo - batería (2009 - 2011)
- Gabe Serbian - batería (integrante de The Locust) (2011)
- Jonathan Hischke - bajo, teclados (integrante de Hella, Broken Bells y Dot Hacker) (2011)
- Omar Rodríguez-López - bajo (integrante de The Mars Volta) (2011 - 2013)
- Jamie Aaron Aux - bajo (2015)
- Chris Common - batería (integrante de These Arms Are Snakes) (2014 - 2016)
- Casanova Vega - bajo (2010)
- Carlos Om - bajo (2010)
- Enrique Rangel Arroyo - bajo (? - ?)
- Ana Cristina Morelos -  ? (? - ?)

## Discografía

### Álbumes de estudio
- 2011: "Sin Sin Sin"
- 2014: "Cry is for The Flies"
- 2015: "A Raw Youth"
- 2017: "Graffiti Amargo"
- 2019: "Bi/Mental"

### EP
- 2008: "Kiss and Kill"

### Compilaciones
- 2010: "Music Mondays: September 27th, 2010"
- 2011: "iTunes Live: SXSW"
- 2011: "Exploding in Sound presents: Holy Moly!!"